# Smrtihlav (film, 2017)
Smrtihlav (v angličtině The Man with the Iron Heart nebo jen HHhH) je koprodukční film francouzského režiséra Cédrica Jimeneze z roku 2017, zachycující osudy říšského protektora Reinharda Heydricha a československých výsadkářů z Anglie kolem Kubiše a Gabčíka usilujících o atentát na něj v rámci operace Anthropoid. Heydricha ztvárnil australský herec Jason Clarke, jeho ženu anglická herečka Rosamund Pikeová, dvojice Jack O'Connell a Jack Reynor hrála Kubiše s Gabčíkem. Na scénáři k filmu se podíleli anglický scenárista David Farr, francouzská spisovatelka Audrey Diwanová a sám Jimenez, přičemž předlohou jim byl román Laurenta Bineta HHhH.

## Obsazení
| Jason Clarke     | Reinhard Heydrich   |
| Rosamund Pike    | Lina Heydrichová    |
| Stephen Graham   | Heinrich Himmler    |
| Jack O'Connell   | Jan Kubiš           |
| Jack Reynor      | Jozef Gabčík        |
| Mia Wasikowska   | Anna Nováková       |
| Tom Wright       | Josef Valčík        |
| Enzo Cilenti     | Adolf Opálka        |
| Geoff Bell       | Heinrich Müller     |
| Volker Bruch     | Walter Schellenberg |
| Adam Nagaitis    | Karel Čurda         |
| Barry Atsma      | Karl Hermann Frank  |
| Noah Jupe        | Aťa Moravec         |
| David Rintoul    | Eduard Wagner       |
| Vernon Dobtcheff | Emil Hácha          |
| Ian Redford      | Ernst Röhm          |
| Oscar Kennedy    | Jan Milíč Zelenka   |

## Produkce
Film se měl původně natáčet i v Česku, stejně jako o rok starší tematicky podobný snímek Anthropoid. Na jeho produkci se měla podílet společnost Sirena Film. Tvůrci však po prvních obhlídkách a jednáních dali přednost Maďarsku, údajně jednak kvůli státním finančním pobídkám, jednak kvůli příliš opravenému pražskému prostředí, které se nehodilo pro ztvárnění válečné situace.

## Uvedení
Do českých kin film uvedla od 8. června 2017 v anglickém znění s českými titulky distribuční společnost Bontonfilm. Součástí kampaně bylo mimo jiné i graffiti s hashtagem ve znění „Češi nejsou srabi“, které autoři vytvořili v Praze na Těšnově 4. června 2017, právě 75 let po Heydrichově úmrtí na následky zranění z atentátu.

## Přijetí
- Mirka Spáčilová, iDNES.cz 8. 6. 2017: 60 % [6]
- Tomáš Stejskal, iHNed.cz 7. 6. 2017: „Další heydrichiáda v kinech je spíš atentátem na film. Snímek Smrtihlav skončil jako neživotná koláž“[3]
- EuroZprávy.cz 6. 6. 2017: 45 % [7]
- Rimsy, MovieZone 6. 6. 2017: 6/10 [8]